# 亚历山大·利托夫琴科

亚历山大·德米特里耶维奇·利托夫琴科，1878年

亚历山大·德米特里耶维奇·利托夫琴科（Александр Дмитриевич Литовченко，1835年—1890年6月28日），出生于乌克兰的俄国画家，擅长描绘16世纪和17世纪的莫斯科大公。在他的大型作品中，《伊凡向杰尔姆·霍西展示財富》（1875年）被沙皇购买，收藏在圣彼得堡的亚历山大博物馆。
利托夫琴科是救世主大教堂壁画的几个作者之一，也是位于塞瓦斯托波尔克里米亚战争纪念碑的一组画像的设计者。

## 畫作

亚历山大描绘的伊凡四世向伊丽莎白一世的大使杰尔姆·霍西（Jerome Horsey）展示財富，创作于1875年
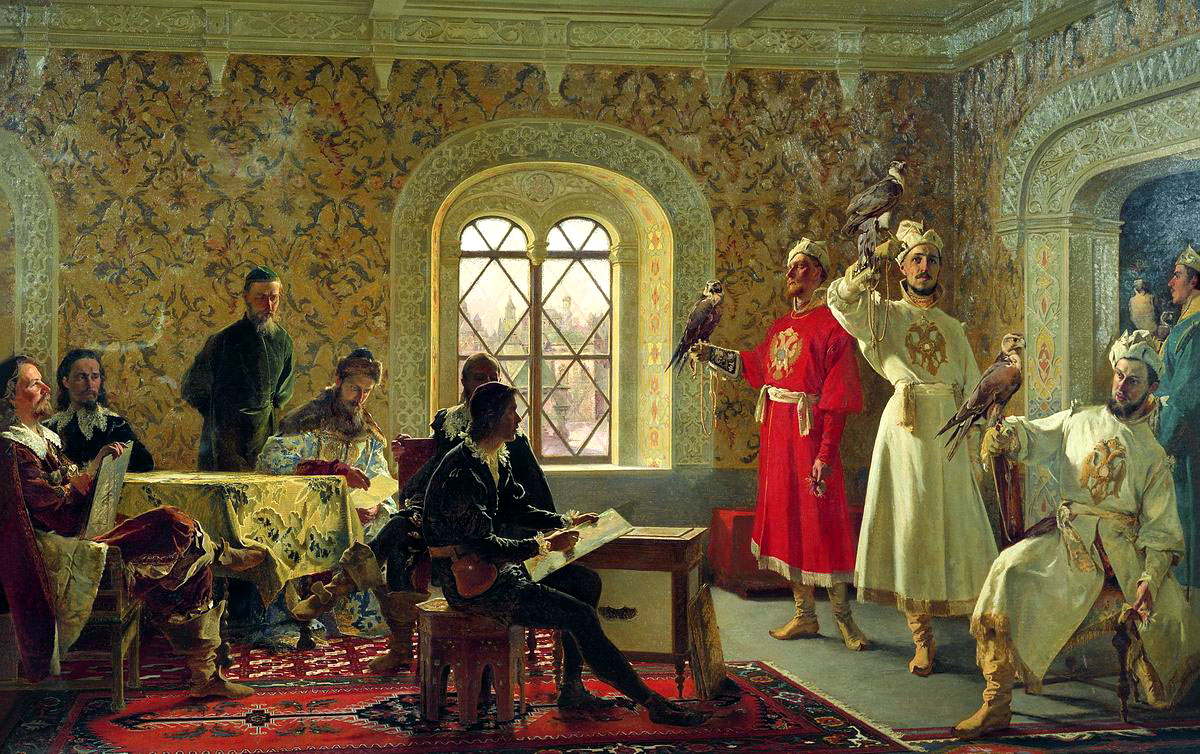
意大利大使卡爾布其(Кальвуччи)臨摹沙皇阿列克謝·米哈伊洛維奇最喜愛的鷹隼
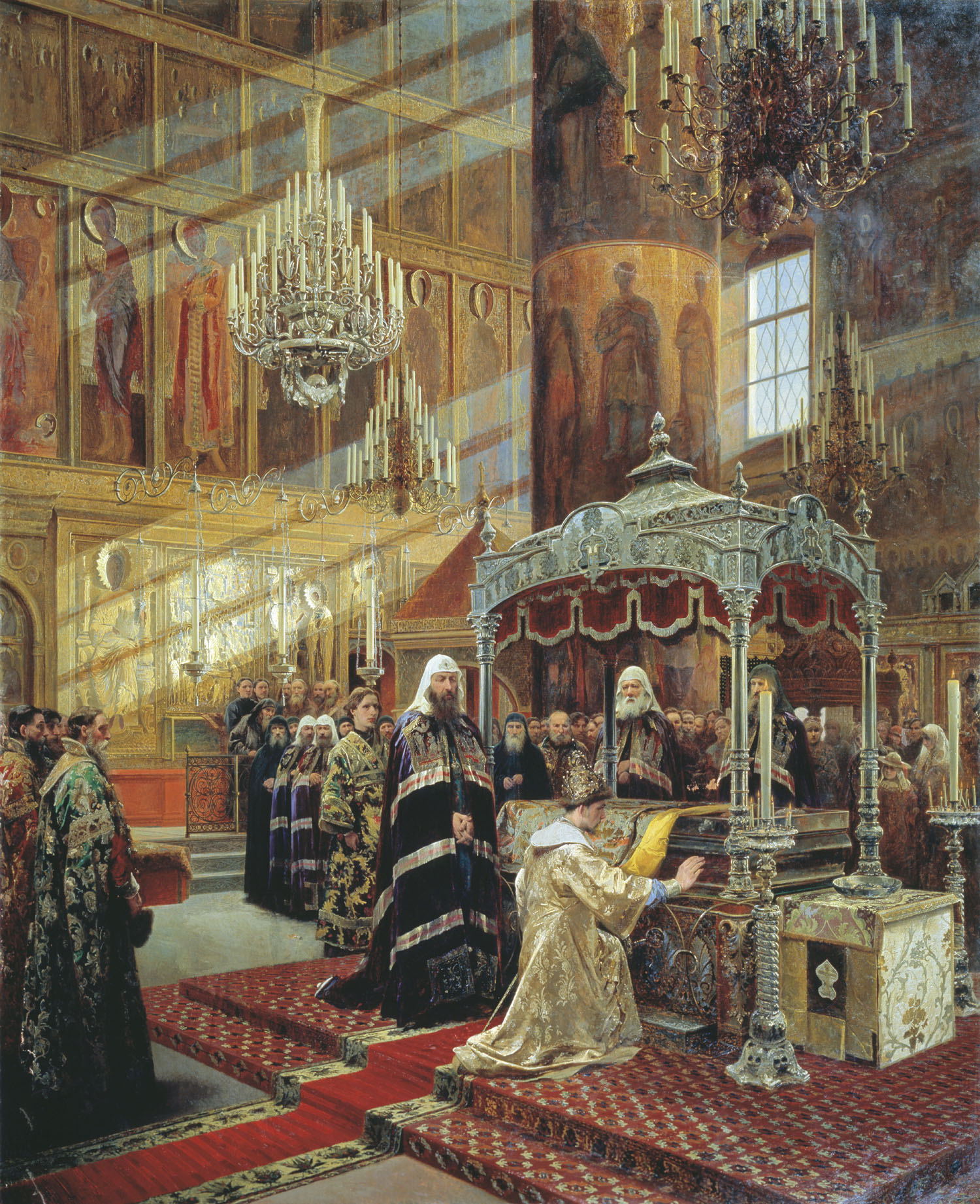
沙皇阿列克謝·米哈伊洛維奇與東正教主教尼孔（Patriarch Nikon）於聖者菲利浦（英语：Philip II, Metropolitan of Moscow）的靈柩旁悼念

## 外部連結
- （俄文）Литовченко Александр Дмитриевич(利托夫琴科,亞歷山大·德米特里耶維奇)